# Furkan Korkmaz
Furkan Korkmaz (Bakırköy, Estambul, 24 de julio de 1997) es un baloncestista turco que pertenece a la plantilla del Bahçeşehir Koleji de la BSL. Con 2,01 metros de estatura, juega en la posición de escolta, pero también puede jugar de alero.

## Trayectoria deportiva

### Profesional

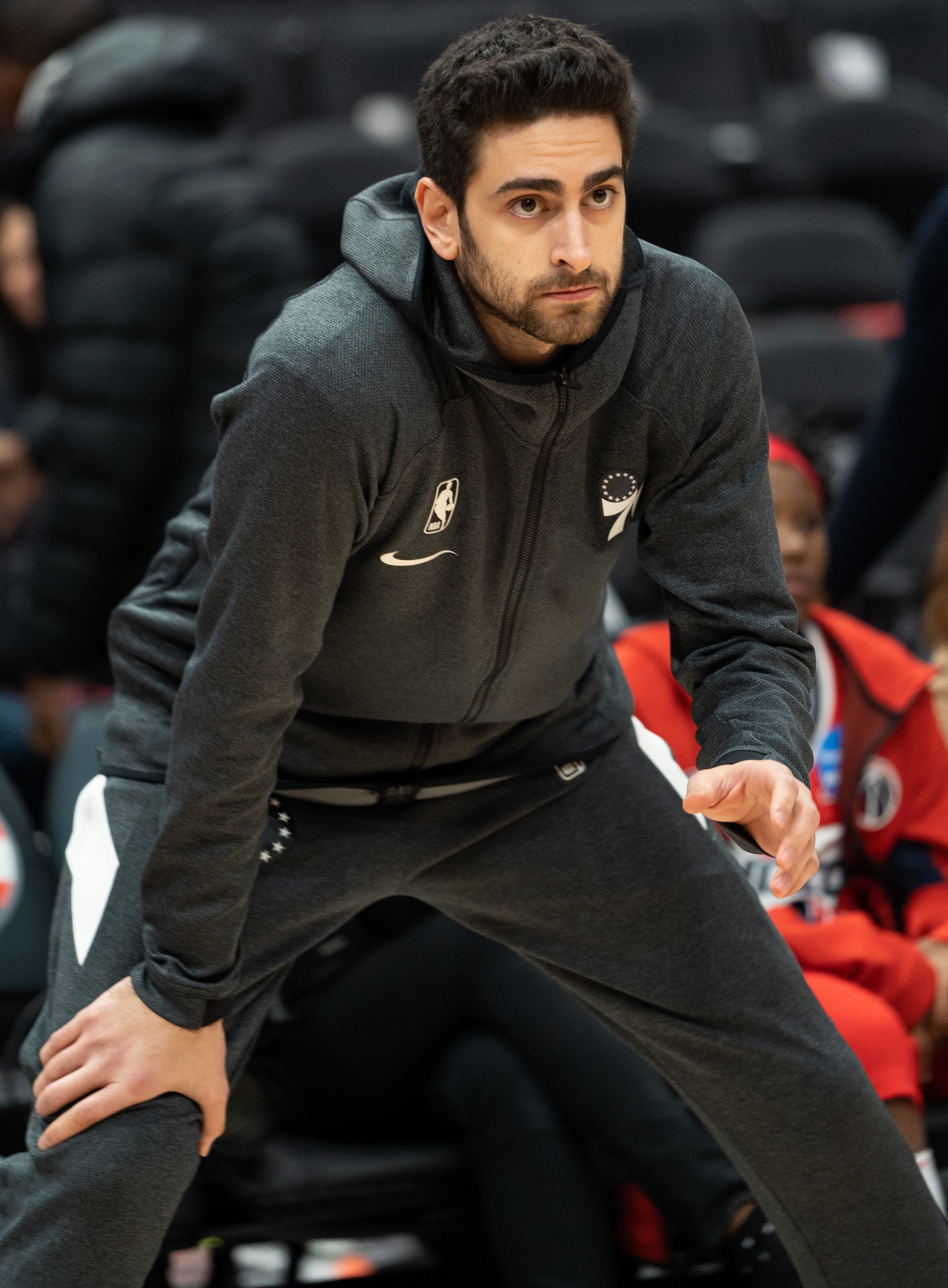
Korkmaz en 2019.

#### Turquía
En el primer año, Korkmaz jugó para los equipos juniors del Anadolu Efes. Para la temporada 2013-14, fue cedido al club Pertevniyal de la Türkiye 2. Basketbol Ligi por el Anadolu Efes. En su única temporada en el Pertevniyal, jugó 23 partidos promediando 4,2 puntos y 1,4 rebotes por partido. En el verano del 2014, fue trasladado al equipo absoluto del Anadolu Efes. En el draft fue seleccionado por los Philadelphia 76rs en primera ronda.
Para la temporada 2016-17, fue cedido al club Banvit Basketbol Kulübü de la Türkiye Basketbol Ligi por el Anadolu Efes.

#### NBA
El 4 de julio de 2017, firma con Philadelphia 76ers de la NBA. Durante su primera temporada fue asignado varios encuentros al filial de la G League los Delaware 87ers.
El 9 de agosto de 2021, renueva con los 76ers por tres temporadas.
Durante su sexto año en Filadelfia, en febrero de 2023 y al no contar con minutos, pide ser traspasado.
Durante su séptima temporada en los 76ers, el 8 de febrero de 2024 es traspasado a Indiana Pacers en un intercambio entre tres equipos, pero fue despedido al día siguiente.

#### De vuelta en Europa
El 7 de agosto de 2024 firmó con el AS Monaco de la LNB Élite francesa.
El 30 de diciembre de 2024 fichó por el  Bahçeşehir Koleji de la BSL turca.

### Selección nacional
En septiembre de 2022 disputó con el combinado absoluto turco el EuroBasket 2022, finalizando en décima posición.
Previamente había disputado el Eurobasket 2015, Eurobasket 2017 y Copa Mundial de Baloncesto de 2019.

## Estadísticas de su carrera en la NBA

### Temporada regular
| Año     | Equipo       | PJ  | PT | MPP  | %TC  | %3P  | %TL  | RPP | APP | ROB | TPP | PPP |
| ------- | ------------ | --- | -- | ---- | ---- | ---- | ---- | --- | --- | --- | --- | --- |
| 2017-18 | Philadelphia | 14  | 0  | 5.7  | .286 | .294 | .500 | .8  | .3  | .1  | .1  | 1.6 |
| 2018-19 | Philadelphia | 48  | 7  | 14.1 | .400 | .326 | .818 | 2.2 | 1.1 | .6  | .0  | 5.8 |
| 2019-20 | Philadelphia | 72  | 12 | 21.7 | .430 | .402 | .755 | 2.3 | 1.1 | .6  | .2  | 9.8 |
| 2020-21 | Philadelphia | 55  | 11 | 19.3 | .401 | .375 | .732 | 2.1 | 1.5 | .9  | .2  | 9.1 |
| 2021-22 | Philadelphia | 67  | 19 | 21.1 | .387 | .289 | .810 | 2.6 | 1.9 | .5  | .1  | 7.6 |
| 2022-23 | Philadelphia | 37  | 0  | 9.5  | .432 | .391 | .722 | 1.1 | .6  | .3  | .1  | 3.8 |
| 2023-24 | Philadelphia | 35  | 0  | 8.6  | .395 | .350 | .700 | .9  | .7  | .4  | .1  | 2.5 |
| Total   | Total        | 328 | 49 | 16.6 | .406 | .356 | .761 | 2.0 | 1.2 | .5  | .1  | 6.8 |

### Playoffs
| Año   | Equipo       | PJ | PT | MPP  | %TC   | %3P   | %TL   | RPP | APP | ROB | TPP | PPP |
| ----- | ------------ | -- | -- | ---- | ----- | ----- | ----- | --- | --- | --- | --- | --- |
| 2018  | Philadelphia | 1  | 0  | 1.6  | 1.000 | 1.000 | —     | .0  | .0  | .0  | .0  | 3.0 |
| 2019  | Philadelphia | 4  | 0  | 8.9  | .333  | .375  | .800  | 1.5 | 1.3 | .0  | .3  | 4.8 |
| 2020  | Philadelphia | 4  | 0  | 10.1 | .000  | .000  | .600  | 1.5 | .5  | .3  | .0  | .8  |
| 2021  | Philadelphia | 12 | 4  | 16.2 | .411  | .318  | .714  | 2.0 | .6  | .6  | .3  | 7.0 |
| 2022  | Philadelphia | 9  | 0  | 6.8  | .478  | .400  | 1.000 | 1.3 | .4  | .1  | .1  | 3.1 |
| 2023  | Philadelphia | 3  | 0  | 3.8  | .000  | .000  | 1.000 | .3  | .3  | .0  | .0  | .7  |
| Total | Total        | 33 | 4  | 10.4 | .387  | .314  | .750  | 1.5 | .6  | .3  | .2  | 4.2 |